# Granice Norwegii

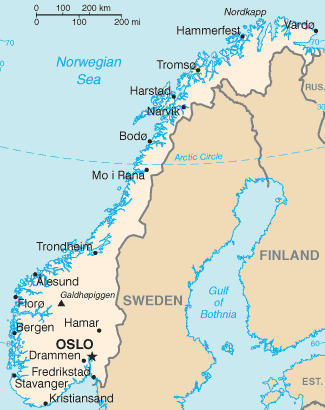
Norwegia

Granice Norwegii – Norwegia graniczy z trzema państwami:
- Finlandią na odcinku 727 km
- Rosją na odcinku 196 km
- Szwecją na odcinku 1619 km

Linia brzegowa państwa wynosi (uwzględniając fiordy i przybrzeżne wyspy) 25 148 km, zaś linia terytoriów (wysp) należących administracyjnie do Norwegii wynosi 58 133 km (w sumie 83 281 km)